# Ligne de la Bernina
Pour les articles homonymes, voir Bernina.
 (janvier 2022).
Si vous disposez d'ouvrages ou d'articles de référence ou si vous connaissez des sites web de qualité traitant du thème abordé ici, merci de compléter l'article en donnant les références utiles à sa vérifiabilité et en les liant à la section « Notes et références ».
La ligne de la Bernina, ou Berninabahn en allemand ou Ferrovia del Bernina en italien, est une ligne ferroviaire, à voie métrique unique, des chemins de fer rhétiques (RhB).
Elle est jusqu'à la Seconde Guerre mondiale une entreprise ferroviaire indépendante (abrégé BB). Elle relie la station de montagne suisse de Saint-Moritz, dans le canton des Grisons, à la commune italienne de Tirano, en passant par le col de la Bernina. Elle est considérée comme le chemin de fer par adhérence le plus élevé dans les Alpes, et — avec un maximum de 7 % de pente — l'un des chemins de fer par adhérence les plus pentus du monde.
Elle est, conjointement avec la ligne de l'Albula, inscrite depuis 2008, sous le titre « chemin de fer rhétique dans les paysages de l’Albula et de la Bernina », au patrimoine mondial de l'UNESCO.

## Histoire

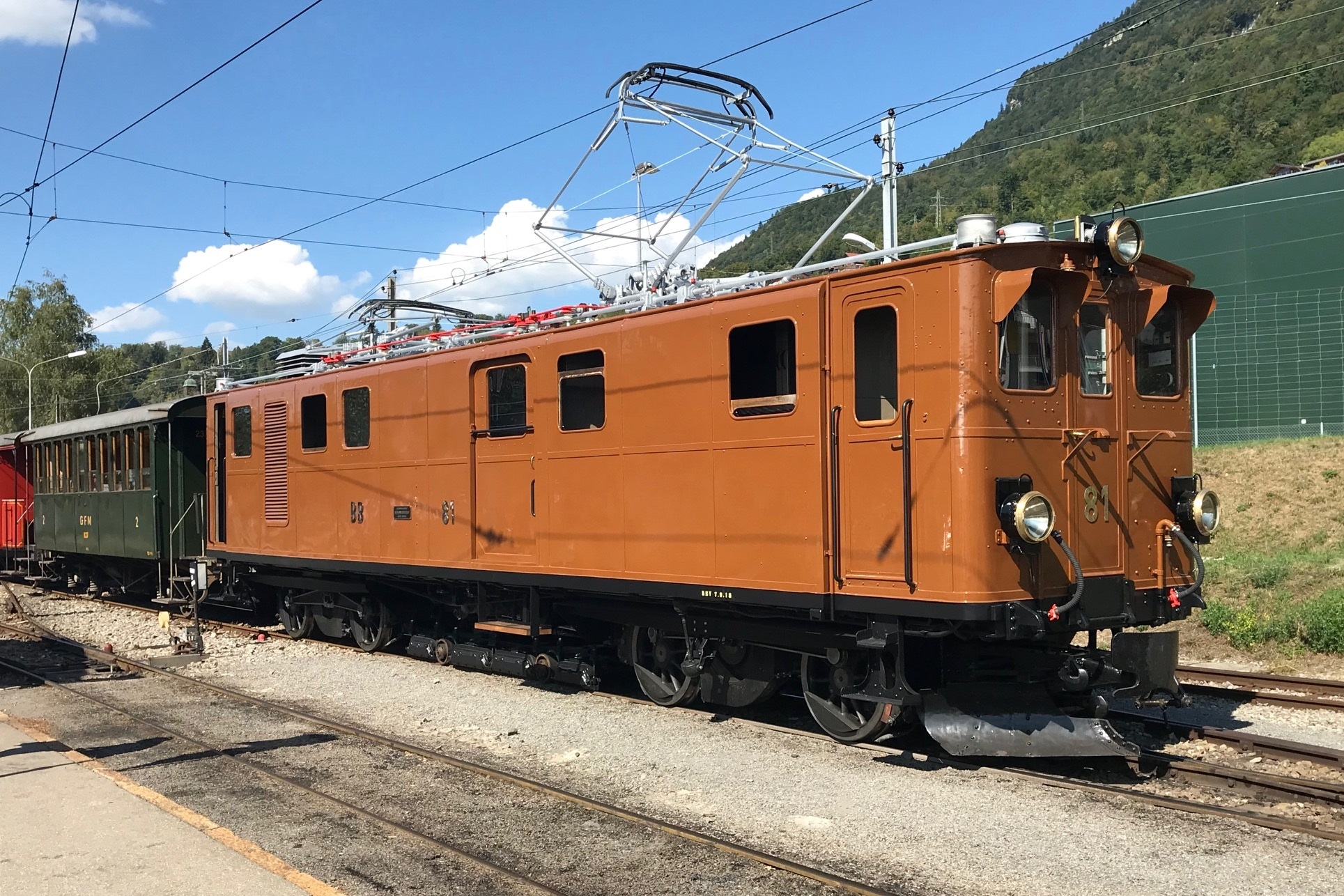
Chemin de fer de la Bernina du Ge 44 81 au Chemin de fer-musée Blonay-Chamby.

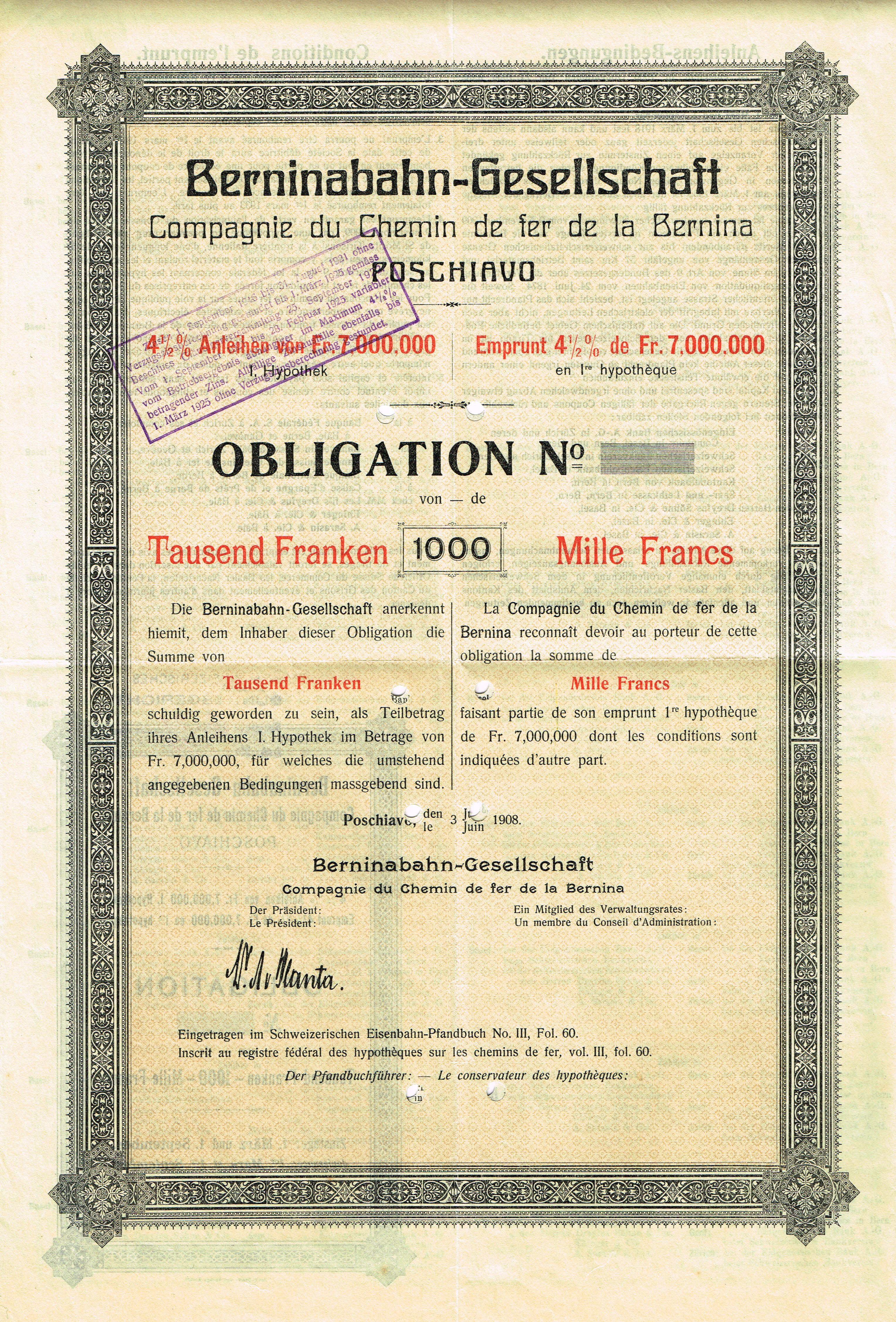
Obligation de la compagnie du Chemin de fer de la Bernina du 3 juin 1908.

Après l'achèvement de la ligne de l'Albula en 1905, la ligne de la Bernina (BB) est fondée dans le but de relier Saint-Moritz à Tirano. Après l'octroi de la concession en 1906, l'ouverture a lieu à partir de 1908 dans plusieurs sections : le 1er juillet 1908, entre Pontresina et Morteratsch et entre Tirano et Poschiavo ; le 18 août de la même année entre Pontresina et Celerina et entre Morteratsch et la Bernina Suot ; le 1er juillet 1909 entre Celerina et St. Moritz et entre Bernina Suot et Bernina Ospizio. C'est seulement le 5 juillet 1910 que la ligne est ouverte dans son intégralité. Dès le début, le choix est porté vers la traction électrique à courant continu ; la tension de 750 volts est toutefois augmentée à 1 000 volts en 1935.
À l'origine, la ligne de la Bernina est conçue uniquement pour une utilisation estivale. Cependant, l'exploitation hivernale débute en 1913/14. C'est un défi de taille en raison de la construction de multiples murs pare-avalanche.
En 1943, les chemins de fer rhétiques (RhB) absorbent le chemin de fer de la Bernina.
En 2008, la ligne est inscrite au patrimoine mondial de l'UNESCO.

## Tracé
C'est au terminus de la ligne de l'Albula, dans la station de montagne de Saint-Moritz, que débute la ligne de la Bernina, ceci en raison des différents systèmes de traction des deux trains. Le train quitte la gare par l'Est et passe sur un viaduc de 64 mètres de long qui franchit l'Inn. Il traverse le tunnel de Charnadüra II, long de 689 m, qui est le tunnel le plus long de tout l'itinéraire. La gare de Celerina Staz, à 1 716 mètres d'altitude, reste le point en altitude le plus bas sur le côté nord du col de la Bernina. Jusqu'à la gare d'Ospizio Bernina, le train ne cesse de monter sans interruption.
La gare d'Ospizio Bernina est située à 22 kilomètres du point de départ de la ligne ; elle est située à 2 253 mètres d'altitude, point culminant de la ligne.
C'est à partir de cette gare que le train entame sa descente et rejoint la gare d'Alp Grüm située à 2 091 mètres d'altitude. À la sortie de la gare d'Alp Grüm, le train franchit une courbe panoramique à flanc de montagne lui faisant effectuer une courbe de 180° puis entame une descente de 7 % soit une des pentes les plus raides au monde franchie par un train sans système de crémaillère.
La ligne continue sa descente dans la vallée qui mène en Italie via les gares de Cavaglia et Poschiavo. Après la gare de Brusio, le train franchit le viaduc hélicoïdal de Brusio.
58 km après le départ, le train franchit la frontière italo-suisse puis traverse le centre-ville de Tirano pour terminer au kilomètre 60.688 dans la gare de Tirano. Il aura ainsi, et cela constitue une de ses particularités, relié les glaciers du nord aux palmiers du sud d l'Europe.

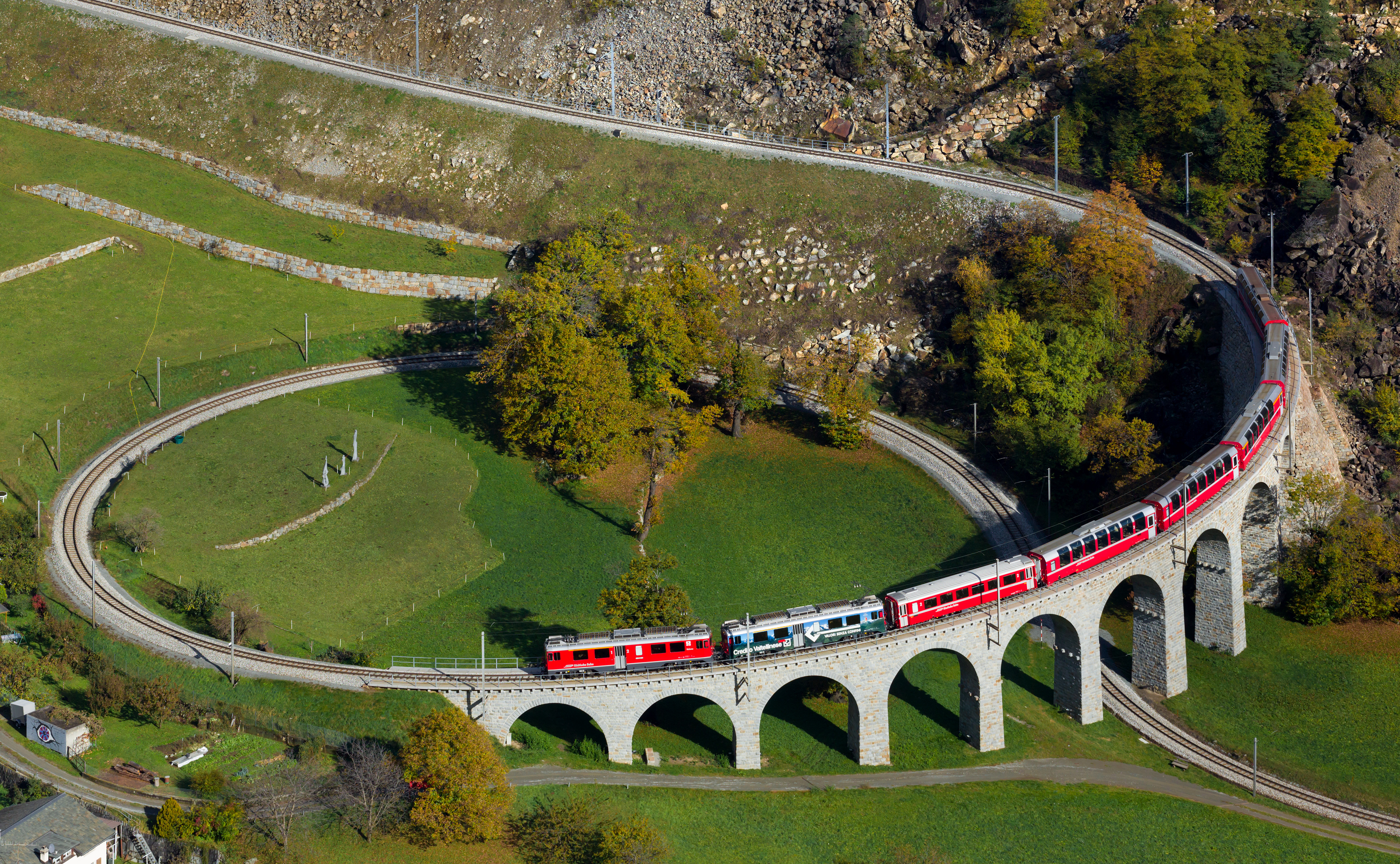
Le Bernina Express franchissant le viaduc hélicoïdal de Brusio sur la ligne de la Bernina.
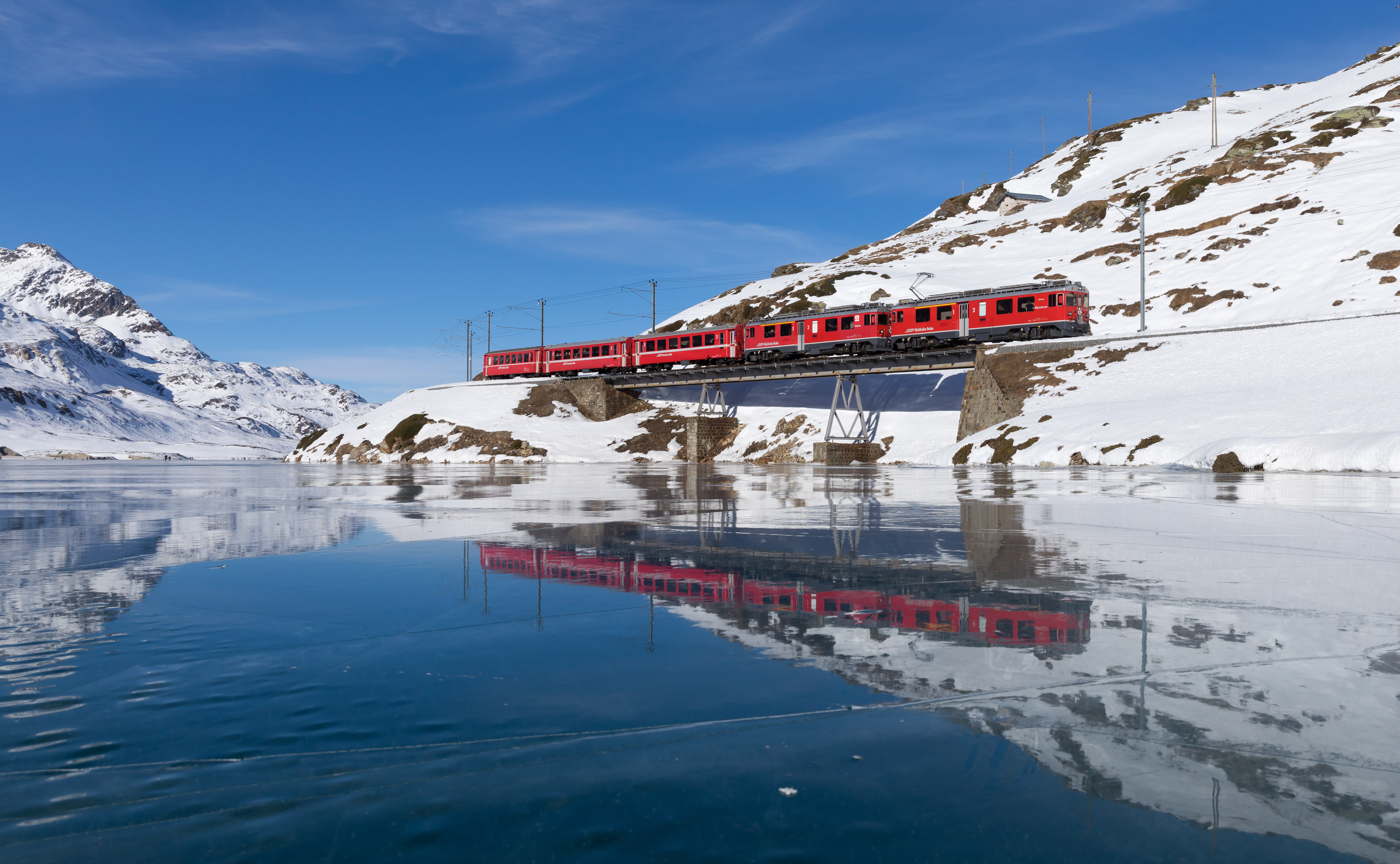
Le train près de Ospizio Bernina. Décembre 2016.
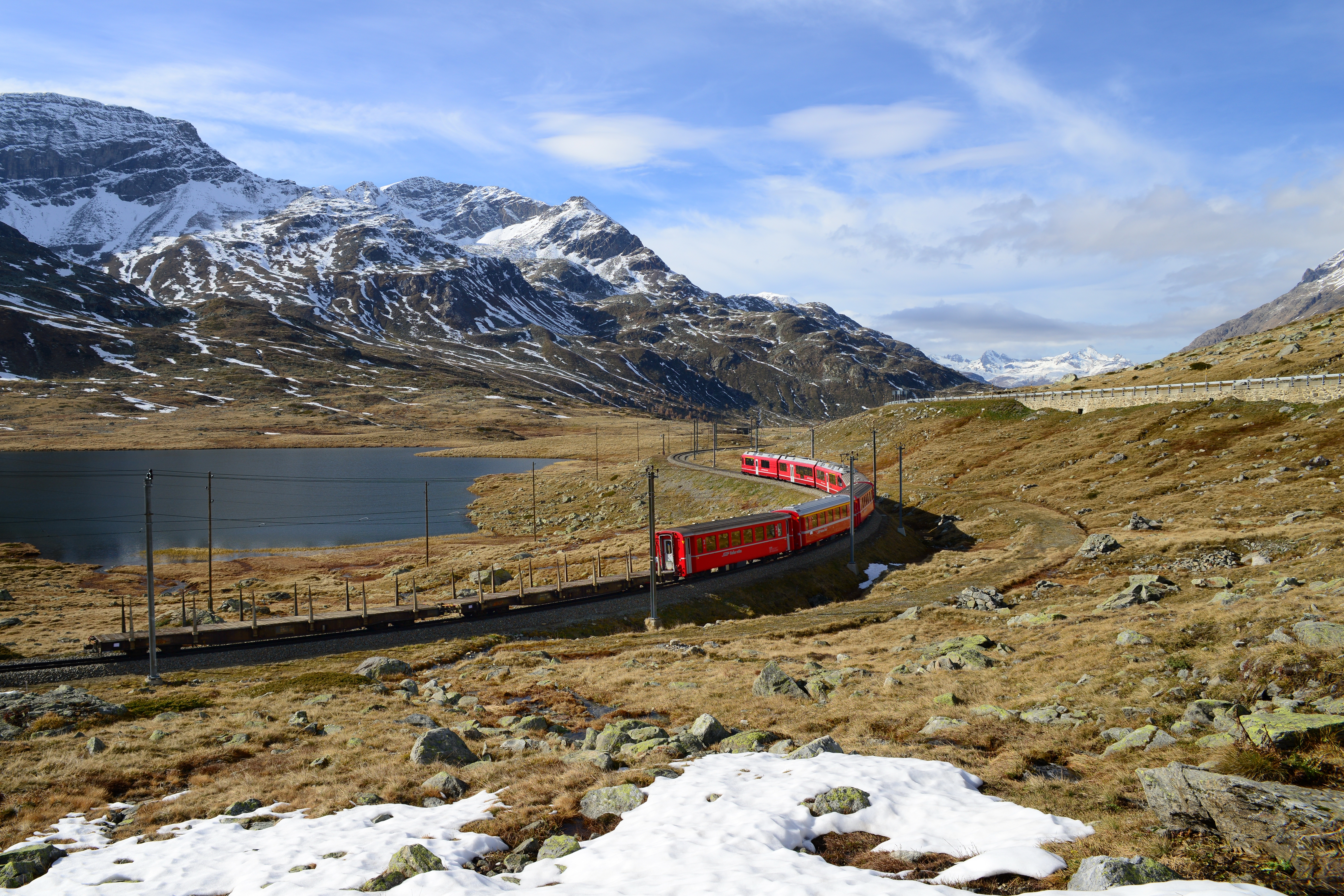
Le train longeant le Lago Bianco, dans les Grisons.

## Fréquentation
La ligne de la Bernina attire chaque année des milliers de touristes qui viennent découvrir les paysages de la Bernina.
Cette ligne inspire également bon nombre de modélistes qui reproduisent en partie cette ligne ferrée.